# Vidršpergárové z Vidršpergu

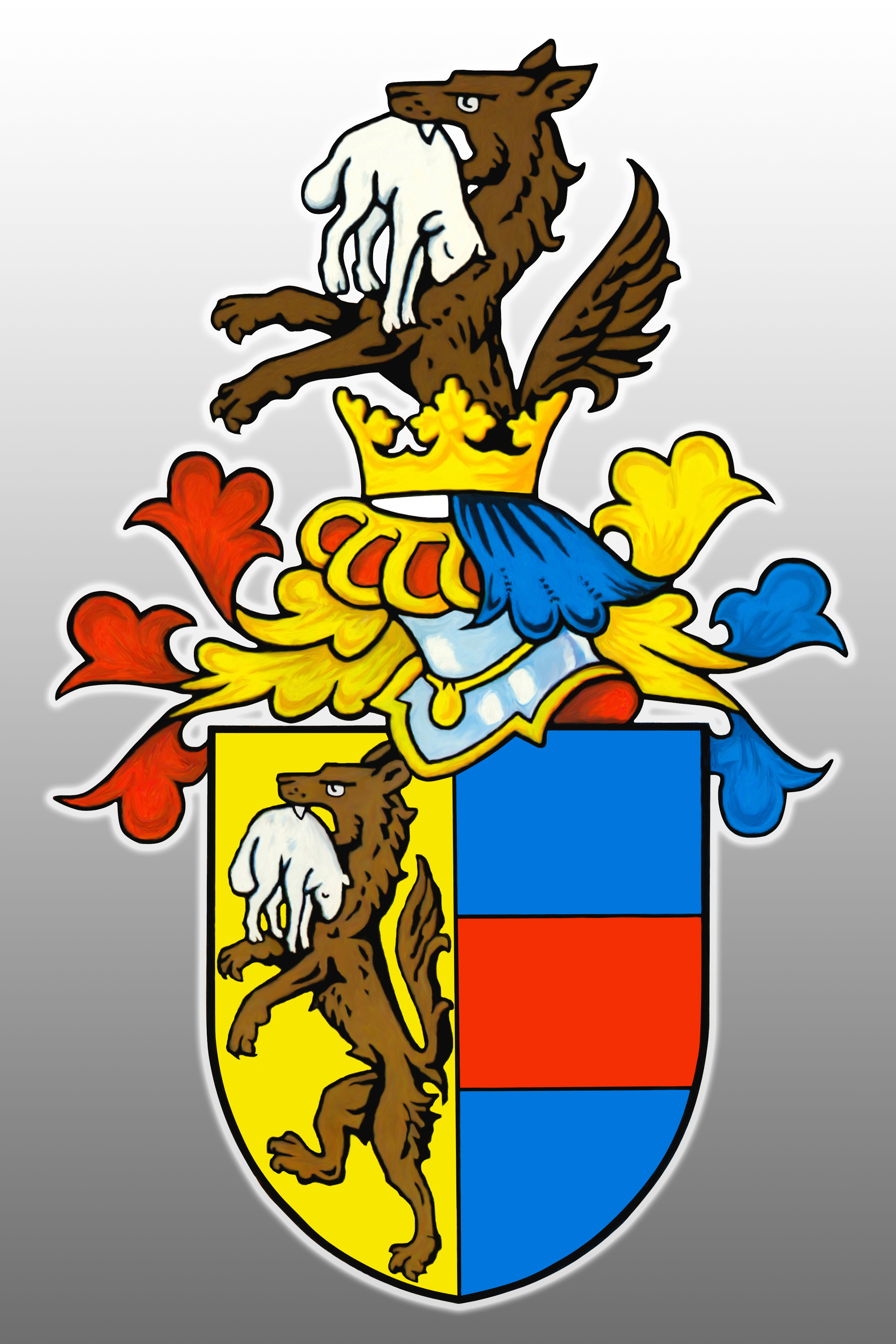
Erb Vidršpergárů z Vidršpergu

Vidršpergárové z Vidršpergu (též Wiedersperger) jsou starý německý rytířský rod, který pochází z okolí Plavna (Plauen). Do Čech přišli ve II. polovině 15. století.

## Historie
V roce 1468 zakoupil jakýsi Hynek dům v Kadani. Další jeho příbuzní se usadili na Plzeňsku, kde působil Vavřinec jako hejtman hradu Švamberk (Krasíkov) a Kašpar hradu Rabštejna.
V 16. století se rod rozdělil na dvě větve. Rytířská linie držela Úsilov, Ptenín a další statky na Klatovsku a jižních Čechách (např. Lipno). O některé z nich přišli kvůli pobělohorským konfiskacím, naopak jiné vyženili a zakoupili. Bojovali v řadách císařského vojska. Jan Vidršpergár z Vidršpergu povýšil v roce 1831 do panského stavu. 
Panské linii patřili statky v západních Čechách – Tasnovice, Osvračín, Mutěnín, Záhořany, Lomec a další. Příslušník této větve, Jan František Bedřich Vidršpergár z Vidršpergu byl roku 1760 přijat s potomstvem do panského stavu a obdržel polepšení do erbu. Jeho syn Vincenc Petr působil jako rada zemského soudu a apelační rada, koupil statek Konojedy na Litoměřicku, který odkázal sirotkům.
Obě větve dodnes žijí, a to především v Mnichově, Stuttgartu a Londýně.

## Erb
V erbu měli v pravé zlaté polovině štítu vlka ve skoku, který držel bílé jehně, v levé modré polovici měli červené příčné břevno.

## Příbuzenstvo
Spojili se s Příchovskými z Příchovic, Kolovraty, Černíny, Dobřenskými z Dobřenic, pány z Říčan či Trauttmansdorffy.